# Требио ди Монтегридолфо (Римини)
Требио ди Монтегридолфо је насеље у Италији у округу Римини, региону Емилија-Ромања.
Према процени из 2011. у насељу је живело 483 становника. Насеље се налази на надморској висини од 127 м.